# 사랑, 그 어디쯤 : 아시진적애니
《사랑, 그 어디쯤 : 아시진적애니》(我是真的愛你)는 2021년 방송되었던 중국의 드라마이다.

## 소개
- 결혼보다는 일과 자신이 우선인 커리어 우먼 샤오옌. 가정을 꾸리고 주부의 삶을 살고 있는 유야. 출산 휴가를 다녀와 일과 가정 모두를 지켜내려 고군분투하는 천자오루이. 서로 다른 가치관을 가진 여성들의 사랑, 일 그리고 우정!

## 등장 인물
- 류타오 - 샤오옌 역
- 두춘 - 모밍 역
- 왕원가 (王媛可) - 천자오루이 역
- 이념 (李念) - 요야 역
- 위안원캉 - 치빈 역
- 대욱 (代旭) - 청하오난 역
- 왕천신 (王天辰) - 엄지 역
- 주인 - 진모 역